# Angelica hakonensis
Angelica hakonensis är en flockblommig växtart som beskrevs av Carl Maximowicz. Angelica hakonensis ingår i släktet kvannar, och familjen flockblommiga växter. Inga underarter finns listade i Catalogue of Life.